# La Calle (Guanajuato)
La Calle es una localidad del estado mexicano de Guanajuato. Es parte del municipio de Pénjamo.

## Demografía
| Gráfica de evolución demográfica |
|                                  |

| Censo | Población |
| ----- | --------- |
| 1900  | 1 227     |
| 1910  | 553       |
| 1921  | 290       |
| 1930  | 836       |
| 1940  | 1 085     |
| 1950  | 1 222     |
| 1960  | 1 600     |
| 1970  | 1 644     |
| 1980  | 2 229     |
| 1990  | 2 032     |
| 2000  | 1 625     |
| 2010  | 1 545     |
| 2020  | 1 545     |